# Oberlarg
Oberlarg es una localidad y comuna francesa, situada en el departamento de Alto Rin, en la región de Alsacia.

## Historia
Población del Sundgau austriaco, en la que se situaba el castillo de Morimont, fue ocupado por las tropas suecas en 1632 y ante la retirada de estas después de su derrota en la batalla de Nördlingen (1634), sería destruido por el ejército francés el 2 de abril de 1635. La Paz de Westfalia la incluyó en Francia.

## Demografía
| 162 | 174 | 157 | 148 | 146 | 143 |
| Para los censos de 1962 a 1999 la población legal corresponde a la población sin duplicidades (Fuente: INSEE [Consultar]) |     |     |     |     |     |